# Херман Кох
Херман Кох (на нидерландски: Herman Koch) е холандски писател, телевизионен продуцент и актьор. Автор на разкази, журналистически колонки и романи в жанр, който смесва сатира, драма, съспенс, психологически трилър. Постига международно признание с романа „Вечерята“ (2009), от който само в Европа са продадени над 1 милион екземпляра.

## Биография и творчество
Херман Кох е роден през 1953 г. в Арнем.
Романът му „Вечерята“ е преведен на 55 езика, което е прецедент на холандски роман. Действието се развива в рамките на една-единствена вечер. Две семейни двойки се срещат на вечеря в изискан ресторант. Разговарят за всекидневни неща, отбягвайки темата, която ги е събрала: техните деца. Мишел и Рик, петнадесетгодишните синове на двете двойки, са извършили престъпление, което може да преобърне бъдещето им. Положението е усложнено допълнително от факта, че бащата на едно от момчетата е очакваният следващ министър-председател на страната. Централно място в романа заема въпросът до каква степен родителят е отговорен за постъпките на детето си. Има театрална адаптация и три екранни версии – холандска, италианска и американска. Американската версия (с участието на Ричард Гиър, Стийв Куган, Лора Лини и Ребека Хол) има българска премиера на фестивала „Синелибри“ през 2017 година.
„Одеса Стар“ (2003) обрисува човешки същества, чиято жестокост е скрита зад тънък воал от благоприличие. Фред Морман преживява тежка криза на средната възраст, мечтае за черен джип „Чероки“ и нов кръг от приятели. Тъкмо тогава среща някогашния си съученик Макс, който има всичко – лъскав автомобил, красиви жени и навъсен бодигард. И не на последно място възможността да пренася чрез кораба „Одеса стар“ контрабандни стоки. Оказва се, че Макс е едно от знаковите имена в подземния свят на Амстердам и Фред вижда в него шанс да промени живота си.
Бестселърът „Вила с басейн“ (2011) осветлява тъмната страна на нормалния човек, фокусирайки се върху съмнителните морални норми в днешното общество. Марк Шлосер е лекар, който си е извоювал високопоставена клиентела от светски личности и богати знаменитости благодарение на своето умение да изслушва и да проявява загрижено съчувствие. Един от пациентите му е мастит театрален актьор, страдащ от нелечимо заболяване. Още в началото на романа Марк му помага да се раздели с живота, след което хвърля поглед назад и споделя с читателя събитията, довели до тази смърт... С характерния си черен хумор Кох драматизира крайностите, до които би стигнал всеки от нас, за да запази комфортното си съществуване.
На български е преведен и „Уважаеми господин М.“ (2014). Романът използва формулата история в историята или роман за романа. Това е книга за механизма на творчеството и за цената на признанието, за насилието, което няма оправдание, но винаги може да бъде обяснено. Правят впечатление ироничните щрихи около манталитета на холандците. Романът има номинация за Дъблинската литературна награда 2018.
През 2017 г. излиза документален филм за писателя – Echt Herman Koch, известен и като Truly Herman Koch.

## Произведения

### Самостоятелни романи
- Red ons, Maria Montanelli (1989)
- Eindelijk oorlog (1996)
- Eten met Emma (2000)
- Odessa Star (2003)
Одеса Стар, изд.: ИК „Колибри“, София (2017), прев. Мария Енчева
- Denken aan Bruce Kennedy (2005)
- Het diner (2009)
Вечерята, изд.: ИК „Колибри“, София (2014), прев. Мария Енчева
- Zomerhuis met zwembad (2011)
Вила с басейн, изд.: ИК „Колибри“, София (2014), прев. Мария Енчева
- Geachte heer M. (2014)
Уважаеми господин М., изд.: ИК „Колибри“, София (2016), прев. Мария Енчева
- De Greppel (2016)

### Разкази
- De voorbijganger (1985)
- Hansaplast voor een opstandige (1991)
- Geen agenda (1998)
- Schrijven & drinken (2001)
Още една сода за Христо, „Литературен вестник“ (2013), прев. Мария Енчева
- Dingetje (2001)
- Alle verhalen (2003)
- Korte geschiedenis van het bedrog (2012)

### Екранизации
- 1990 Wings of Fame
- 1995-2010 Jiskefet – ТВ сериал, 2 епизода
- 2013 Het Diner
- 2014 I nostri ragazzi – по „Вечерята“
- 2017 The Dinner – по „Вечерята“